# کویاویتسا
کویاویتسا (به صربی: Kujavica) یک منطقهٔ مسکونی در صربستان است که در ولادیمیرتسی واقع شده‌است. کویاویتسا ۲۴۴ نفر جمعیت دارد.